# Новый Уренгой (аэропорт)

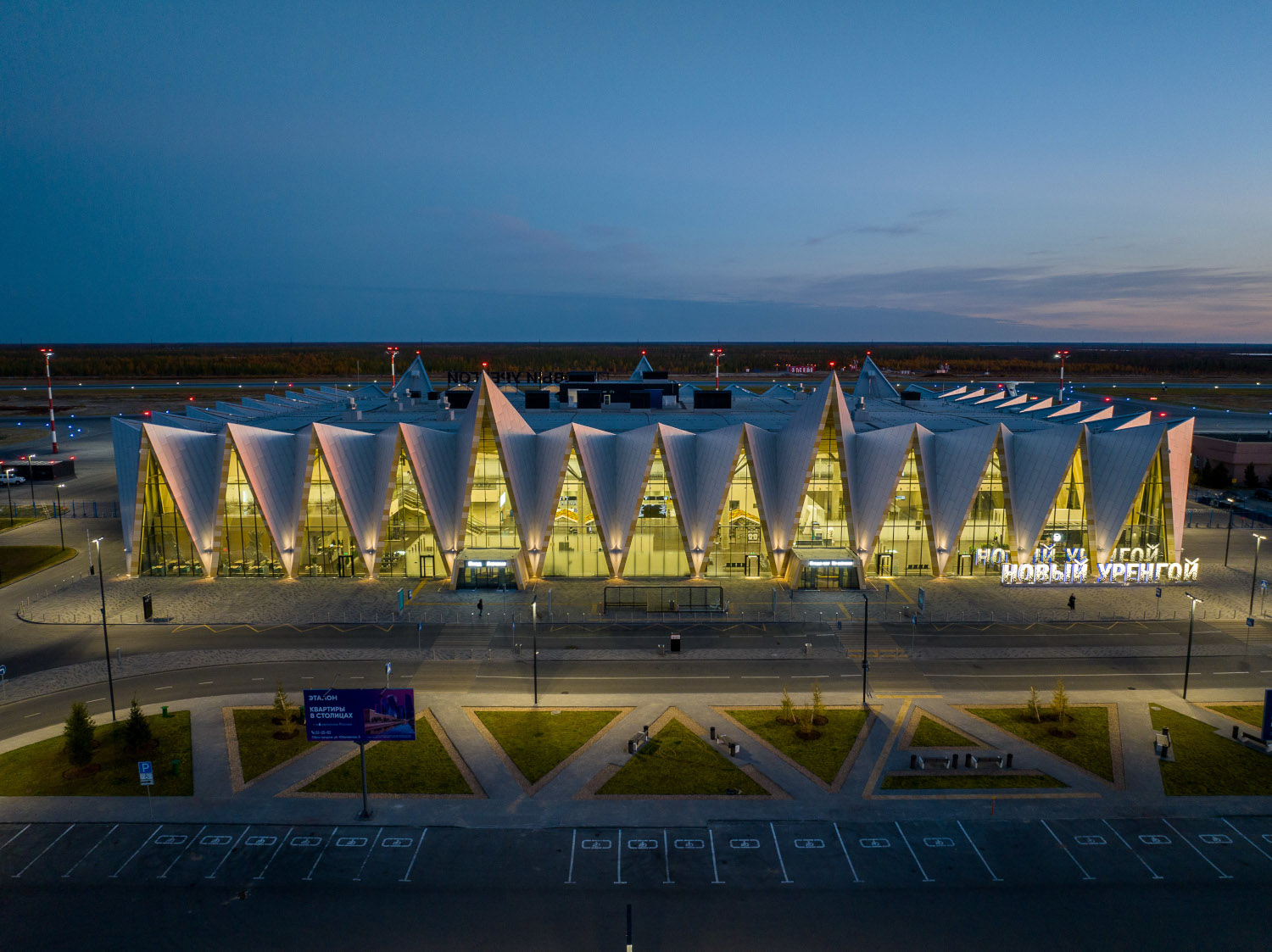
Аэропорт Новый Уренгой имени И.М. Губкина

Новый Уренгой (IATA: NUX, ICAO: USMU) — аэропорт в Ямало-Ненецком автономном округе России, расположенный в 5 км юго-западнее от одноимённого города. Аэропорт имеет одну взлётно-посадочную полосу с искусственным покрытием (асфальтобетон) и вертодром. Эксплуатантом аэропорта является ООО «Уренгойаэроинвест», входящее в холдинг «Аэропорты Регионов», а собственником — Правительство ЯНАО.

## Принимаемые типыВС
Ан-12, Ан-24, Ан-72, Ан-74, Ан-148, Ил-76, Ил-86, Ту-134, Ту-154, Як-40, Як-42, Airbus A319, Airbus A320, Airbus A321, ATR 42, Boeing 737, Boeing 757, Bombardier CRJ 100/200, Sukhoi Superjet 100 и более лёгкие, вертолёты всех типов. Классификационное число ВПП (PCN) 33/R/B/X/T.

## Характеристики аэродрома
Аэропорт имеет одну ВПП с искусственным покрытием (асфальтобетон) размерами 2551×46 м, являясь запасным аэродромом для воздушных судов категорий А, В, С, D, Е. Общая площадь пассажирского перрона составляет 8,9 га, оборудовано 14 стоянок для самолётов. Вертодром занимает 7,2 га и имеет 20 стоянок для вертолётов.

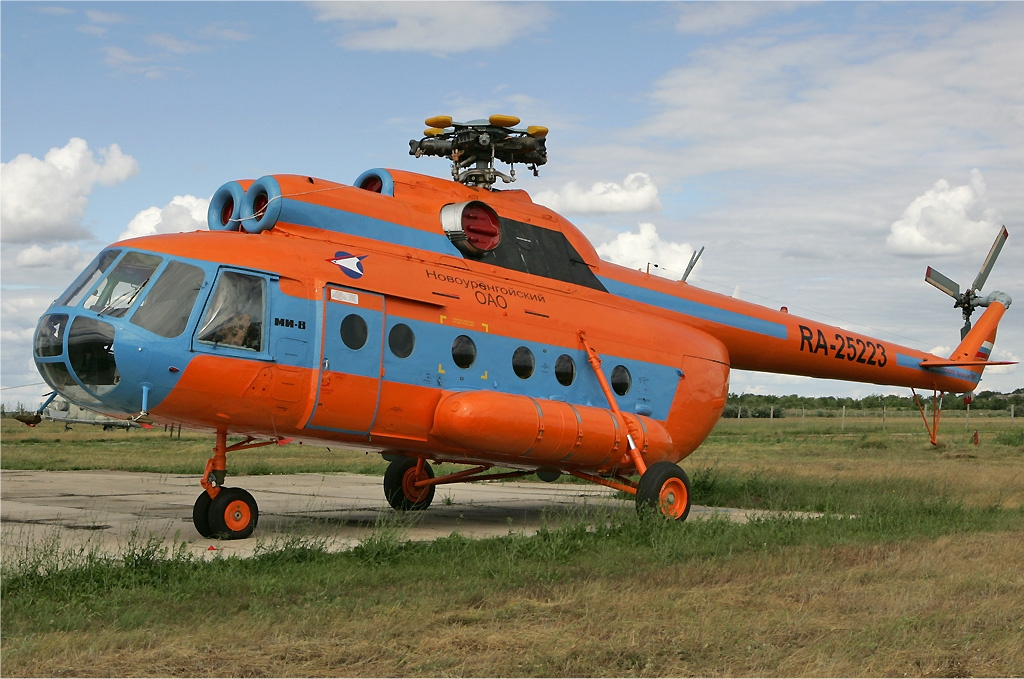
Ми-8М в Новоуренгойском аэропорту

Аэропорт обеспечивает медицинское обслуживание авиакомпаний. На территории аэропорта имеется гостиница предполётного отдыха лётного состава. В аэропорту также работает цех бортового питания ООО «Ямалавиасервис».

## История

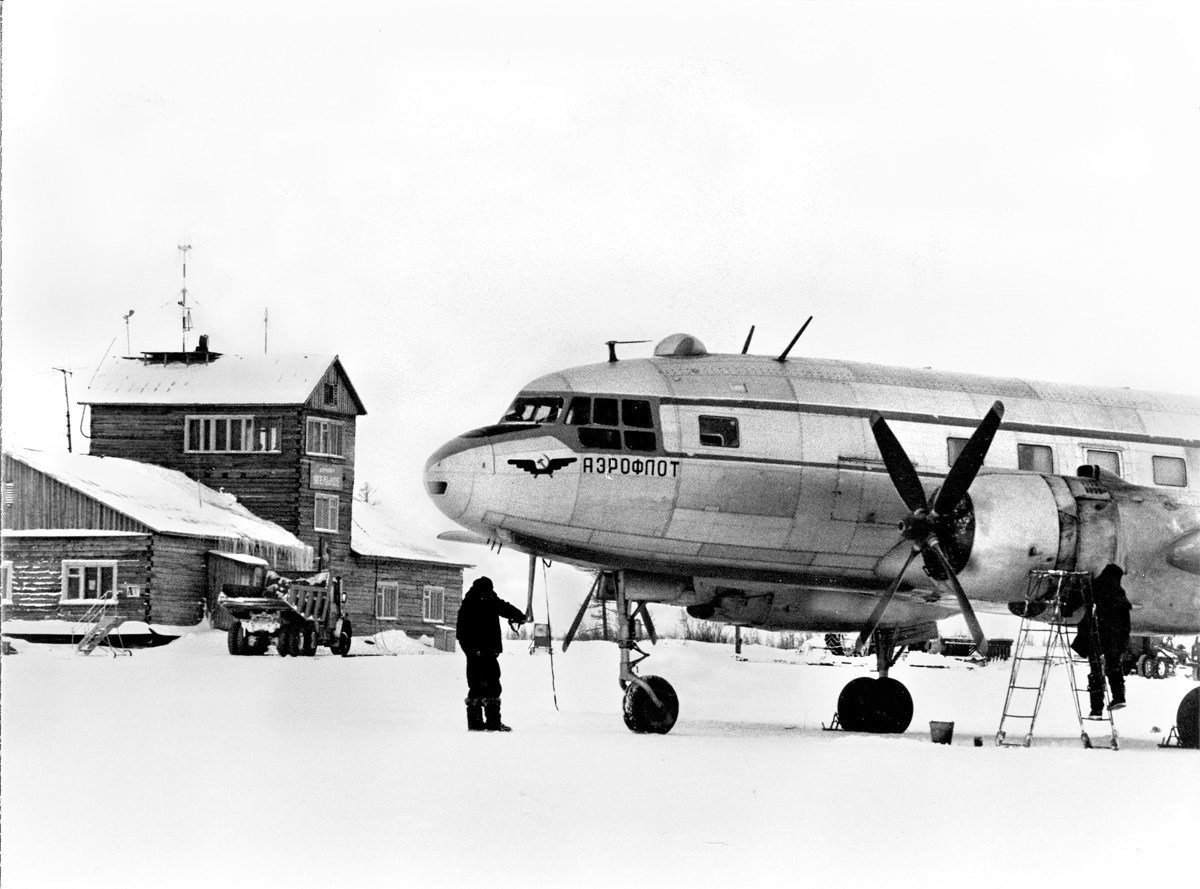
Аэропорт Ягельное

В начале 1970-х годов население Нового Уренгоя составляло 520 человек. В населённом пункте не было ни больницы, ни школы. В 1975 году для приема важных грузов на месте современного аэропорта был открыт небольшой аэропорт Ягельное, аэровокзал которого располагался в маленьком деревянном здании, но уже тогда он имел огромное значение для обустройства Уренгойского газоконденсатного месторождения.
Новый аэровокзальный комплекс Новый Уренгой начал строиться в 1977 году, а летом 1980 года были введены в строй железобетонная ВПП, средства системы посадки 1-го направления, служебно-пассажирское здание на 50 пассажиров в час, часть перрона и места стоянок для вертолётов (вертодром № 1). Уже в июле 1980 года из нового аэропорта был осуществлен первый технический рейс Ту-134. К концу 1980-х в аэропорту были построены ремонтная база для вертолётов, система посадки 2-го направления, спецавтобаза и вертодром № 2.
1990-е годы не помешали развитию инфраструктуры аэропорта: были возведены котельная, новое служебно-пассажирское здание с пропускной способностью 300 пассажиров в час, гараж-стоянка, производственный комплекс базы ГСМ и аварийно-спасательная станция.
В феврале 2012 года аэропорт был передан из федеральной собственности в региональную. В период с 2012 по 2014 год терминал аэропорта подвергся реконструкции: были произведены работы по обшивке здания, соединению зданий вылета и прилёта. Также в планах было строительство нового терминала, удлинение и расширение ВПП и перрона, однако в 2015 году в связи с финансовыми трудностями было принято решение лишь об удлинении и расширении ВПП и рулёжных дорожек.
25 июля 2017 года был объявлен конкурс для инвесторов, готовых произвести масштабную реконструкцию аэропорта. 7 сентября 2018 года аэропорт перешёл под операционное управление холдинга «Аэропорты Регионов». Параллельно с операционным управлением действующим аэропортом УК «Аэропорты Регионов» провела реконструкцию аэродрома и построила новый пассажирский терминал. В декабре 2020 года был дан старт строительству нового пассажирского терминала, который был возведен за 2 года и введен в эксплуатацию в конце декабря 2022 года. Новый пассажирский терминал площадью 19 тыс. кв. м оснащен тремя телескопическими трапами и 12 стойками регистрации. Его пропускная способность составляет 840 пассажиров в час. В основе архитектурной концепции терминала лежит образ чума – традиционного жилища народов Севера. Он воплощает в себе идею сохранения тепла и уюта. Объем частных инвестиций в проект составил 11,5 млрд рублей.
Отличительной особенностью аэровокзального комплекса является тёплый бас-гейт - тоннель для автобусов, расположенный в самом терминале и предназначенный для посадки и высадки пассажиров в перронные автобусы в закрытом помещении, что особенно актуально для суровых погодных условий Крайнего Севера.
Мастер-план развития аэропорта предусматривает возможность в будущем увеличить площадь терминала и создать сектор для обслуживания международных рейсов - по условиям концессии с ЯНАО, при достижении годового пассажиропотока 1,45 млн.
Модернизация аэропорта проведена без привлечения бюджетных средств. Для финансирования проекта инвестор заключил договор о предоставлении синдицированного кредита с ВЭБ.РФ, ВЭБ.ДВ и ПАО Газпромбанк.

## Показатели деятельности
Данные из запроса в Викиданные.
| год                  | 2013  | 2014    | 2015     | 2016     | 2017     | 2018  | 2019  | 2020  | 2021  | 2022  | 2023  |
| тыс. пассажиров      | 732,5 | ↗815,7  | ↗870,7   | ↗896,6   | ↗937,6   | 937,4 | 973,7 | 698,9 | 954,7 | 1,032 | 1,055 |
| Грузопоток           |       |         |          |          |          |       |       |       |       |       |       |
| тонн                 | н/д   | 3 183,4 | ↗3 803,7 | ↗3 843,5 | ↗4 167,8 |       |       |       |       |       |       |
| Источник: Росавиация |       |         |          |          |          |       |       |       |       |       |       |